# 4-й округ департамента Нор
4-й избирательный округ департамента Нор включает западные кварталы города Лилль и тринадцать коммун округа Лилль. Общая численность избирателей, включённых в списки для голосования в 2017 г. — 99 303 чел.
До 2012 г. 4-й округ включал два кантона: Лилль-Вест и Кенуа-сюр-Дёль. 
Действующим депутатом Национального собрания по 4-му округу является Брижитт Лизо (фр. Brigitte Liso), (Вперёд, Республика!).
|  | Начало срока      | Конец срока       | Депутат             | Партия                         |
|  | ----------------- | ----------------- | ------------------- | ------------------------------ |
|  | 21 июня 2017 г.   | н/вр              | Брижитт Лизо        | Вперёд, Республика!            |
|  | 18 июня 2012 г.   | 20 июня 2017 г.   | Марк-Филипп Добресс | Союз за народное движение      |
|  | 26 июня 2007 г.   | 17 июня 2012 г.   | Марк-Филипп Добресс | Союз за народное движение      |
|  | 19 июня 2002 г.   | 25 июня 2007 г.   | Марк-Филипп Добресс | Союз за народное движение      |
|  | 12 июня 1997 г.   | 18 июня 2002 г.   | Марк-Филипп Добресс | Союз за французскую демократию |
|  | 02 апреля 1993 г. | 21 апреля 1997 г. | Марк-Филипп Добресс | Союз за французскую демократию |
|  | 23 июня 1988 г.   | 01 апреля 1993 г. | Бруно Дюрьё         | Союз центра                    |

## Результаты выборов
Выборы депутатов Национального собрания 2017 г.:
|                | Кандидат          | Партия                  | Первый тур | Первый тур     | Второй тур | Второй тур |
| Кол-во голосов | Кандидат          | Партия                  | % голосов  | Кол-во голосов | % голосов  |            |
| -------------- | ----------------- | ----------------------- | ---------- | -------------- | ---------- | ---------- |
|                | Брижитт Лизо      | Вперёд, Республика!     | 18 781     | 38,35          | 21 814     | 58,75      |
|                | Жак Уссен         | Республиканцы           | 8 150      | 16,64          | 15 317     | 41,25      |
|                | Жан-Пьер Уброн    | Непокорённая Франция    | 5 921      | 12,09          |            |            |
|                | Жюльен Франке     | Национальный фронт      | 5 324      | 10,87          |            |            |
|                | Себастьян Лепретр | Разные правые           | 3 931      | 8,03           |            |            |
|                | Стефан Бали       | Европа Экология Зелёные | 3 114      | 6,36           |            |            |
|                | Пьер-Ив Пира      | Коммунистическая партия | 681        | 1,39           |            |            |
|                | Оливье Фошиль     | Разные                  | 642        | 1,31           |            |            |
|                | Филипп Арке       | Социалистическая партия | 601        | 1,23           |            |            |
|                | Кристин Тавернье  | Вставай, Франция        | 525        | 1,07           |            |            |
| Прочие         | Прочие            | Прочие                  |            | менее 1 %      |            |            |

Выборы депутатов Национального собрания 2012 г.:
|                | Кандидат            | Партия                    | Первый тур | Первый тур     | Второй тур | Второй тур |
| Кол-во голосов | Кандидат            | Партия                    | % голосов  | Кол-во голосов | % голосов  |            |
| -------------- | ------------------- | ------------------------- | ---------- | -------------- | ---------- | ---------- |
|                | Марк-Филипп Добресс | Союз за народное движение | 22 012     | 41,79          | 26 623     | 53,31      |
|                | Элен Парра          | Социалистическая партия   | 17 250     | 32,75          | 23 316     | 46,69      |
|                | Стефани Кока        | Национальный фронт        | 6 699      | 12,72          |            |            |
|                | Эдит Габрель        | Левый фронт               | 2 542      | 4,83           |            |            |
|                | Венсьян Фабер       | Партия зеленых            | 2 102      | 3,99           |            |            |
|                | Валери Дюпон        | Экологисты                | 684        | 1,30           |            |            |
|                | Виктуар Вилерваль   | Разные правые             | 627        | 1,19           |            |            |
| Прочие         | Прочие              | Прочие                    |            | менее 1 %      |            |            |

Выборы депутатов Национального собрания 2007 г.:
|                | Кандидат            | Партия                    | Первый тур | Первый тур     | Второй тур | Второй тур |
| Кол-во голосов | Кандидат            | Партия                    | % голосов  | Кол-во голосов | % голосов  |            |
| -------------- | ------------------- | ------------------------- | ---------- | -------------- | ---------- | ---------- |
|                | Марк-Филипп Добресс | Союз за народное движение | 20 145     | 46,77          | 23 115     | 58,72      |
|                | Мартин Фийёль       | Социалистическая партия   | 9 257      | 21,49          | 16 248     | 41,28      |
|                | Оливье Энно         | Демократическое движение  | 7 790      | 18,09          |            |            |
|                | Шанталь Дюбрюлль    | Национальный фронт        | 1 771      | 4,11           |            |            |
|                | Венсьян Фабер       | Партия зеленых            | 1 517      | 3,52           |            |            |
|                | Эмили Самуа         | Коммунистическая партия   | 1 221      | 2,83           |            |            |
|                | Жиль Бури           | Крайне левые              | 521        | 1,21           |            |            |
| Прочие         | Прочие              | Прочие                    |            | менее 1 %      |            |            |